# Abbaye Saint-Vincent de Metz
Pour les articles homonymes, voir Abbaye Saint-Vincent.
L’abbaye Saint-Vincent de Metz est une abbaye fondée à Metz au Xe siècle. Ses bâtiments subsistent aujourd’hui et abritent le lycée Fabert.

## Avant 968 : un modeste oratoire
En effet, déjà au IXe siècle, elle servait de chapelle pour les gens du faubourg. On sait que la vigne prospérait dans le quartier comme en témoigne l’appellation de la rue de la Vignotte. C’est pourquoi les vignerons ont dédié leur église à leur saint patron traditionnel, Vincent de Saragosse. L’île sur laquelle est construit l’abbaye puis le lycée Fabert s’appelait à l’époque île Chambière. À la fin du IXe siècle, une puissante abbaye allait succéder à la modeste paroisse.

## 968-1248 : l’abbaye de ThierryIer
En 968, le diocèse de Metz était gouverné par l’évêque Thierry Ier. Monté sur le siège de saint Clément en 965, Thierry était un seigneur de haute naissance, apparenté notamment aux rois de France mais surtout à l’empereur du Saint-Empire romain germanique qu’il a suivi dans ses voyages en Italie et d’où il a ramené les reliques de Vincent de Saragosse. Pour renfermer ces reliques, Thierry Ier décida de fonder une abbaye qu’il confierait aux bénédictins. Il fit appel au concours des deux monastères les plus illustres de son diocèse : l’abbaye de Gorze, fondée par le grand évêque saint Chrodegang, et l’abbaye Saint-Arnould, sépulture des rois carolingiens. Ainsi, la première église abbatiale de Saint-Vincent, qui remplaça l’oratoire des vignerons de l’île Chambière, fut l’œuvre du moine Odilbert (ou Odolbert), prévôt de Gorze et par la suite abbé de Saint-Vincent. L’évêque Thierry fit la dédicace de la nouvelle église le 6 août 972 en y plaçant reliques de saint Vincent et de sainte Lucie, encore visibles, qu’il a rapportées de ses voyages en Italie aux côtés d’Otton Ier, premier prince du Saint-Empire romain germanique. Ainsi la nouvelle abbaye était placée sous la protection de saint Vincent mais aussi de sainte Lucie.
L’évêque est inhumé dans cette église en 984.
L’église de l’abbaye fut consacrée en 1030 par Thierry II. L’empereur Othon II la prit sous sa protection, ainsi que le pape Jean XIII. Ceci exemptait l’abbaye du joug de tout pouvoir temporel et conférait à son abbé un pouvoir prédominant : il était autorisé, en absence de l’évêque, à célébrer la messe à la cathédrale. Ces droits furent confirmés en 1051, en 1096, et à la fin du XVIe siècle. L’abbaye de Saint-Vincent n’était pas seulement très puissante ; elle était aussi un centre d’enseignement, une véritable université avant la lettre. Le premier « écolâtre » de Saint-Vincent fut Adalbert qui nous a laissé un bel éloge de la ville de Metz. 
Mais le plus célèbre « écolâtre » fut Sigebert de Gembloux arrivé à Saint-Vincent en 1051. Il dirigea les écoles messines pendant vingt-cinq ans. Il s’agissait d’un érudit de grande renommée qui a laissé une histoire appelée Chronographie. Toutes les écoles monastiques, dispensaient le même enseignement, divisé en deux cours, l’un destiné à l’usage des religieux et novices de la maison, l’autre ciblant les disciples du dehors, clercs ou laïques, étrangers aux vœux monastiques. Les premiers, indépendamment des leçons qu’ils recevaient, étaient exercés par la copie des manuscrits, base essentielle des progrès de la bibliothèque, à l’art de la miniature, et au jeu des orgues.
Le fond des études consistait en deux niveaux, le trivium et le quadrivium. Le premier comprenait la grammaire, la rhétorique et la dialectique ; le second, l’arithmétique, la géométrie, l’astronomie et la musique. Selon la carrière à laquelle se destinait chaque élève, on ajoutait à ces disciplines la médecine, la théologie scolastique, le droit civil et canonique. L’étude des langues grecque et hébraïque formait une sorte de couronnement de ce vaste programme. Le latin était d’autant plus sérieusement étudié que tous les enseignements se faisaient dans cette langue. L’abbaye Saint-Vincent était très riche et la plupart de ses moines venaient de Gorze et de Saint-Arnould. Vers le milieu du XIIIe siècle, en raison de son essor grandissant, il devint nécessaire d’agrandir l’abbaye.

## 1248-1768 : Saint-Vincent au rythme des aléas de l'histoire

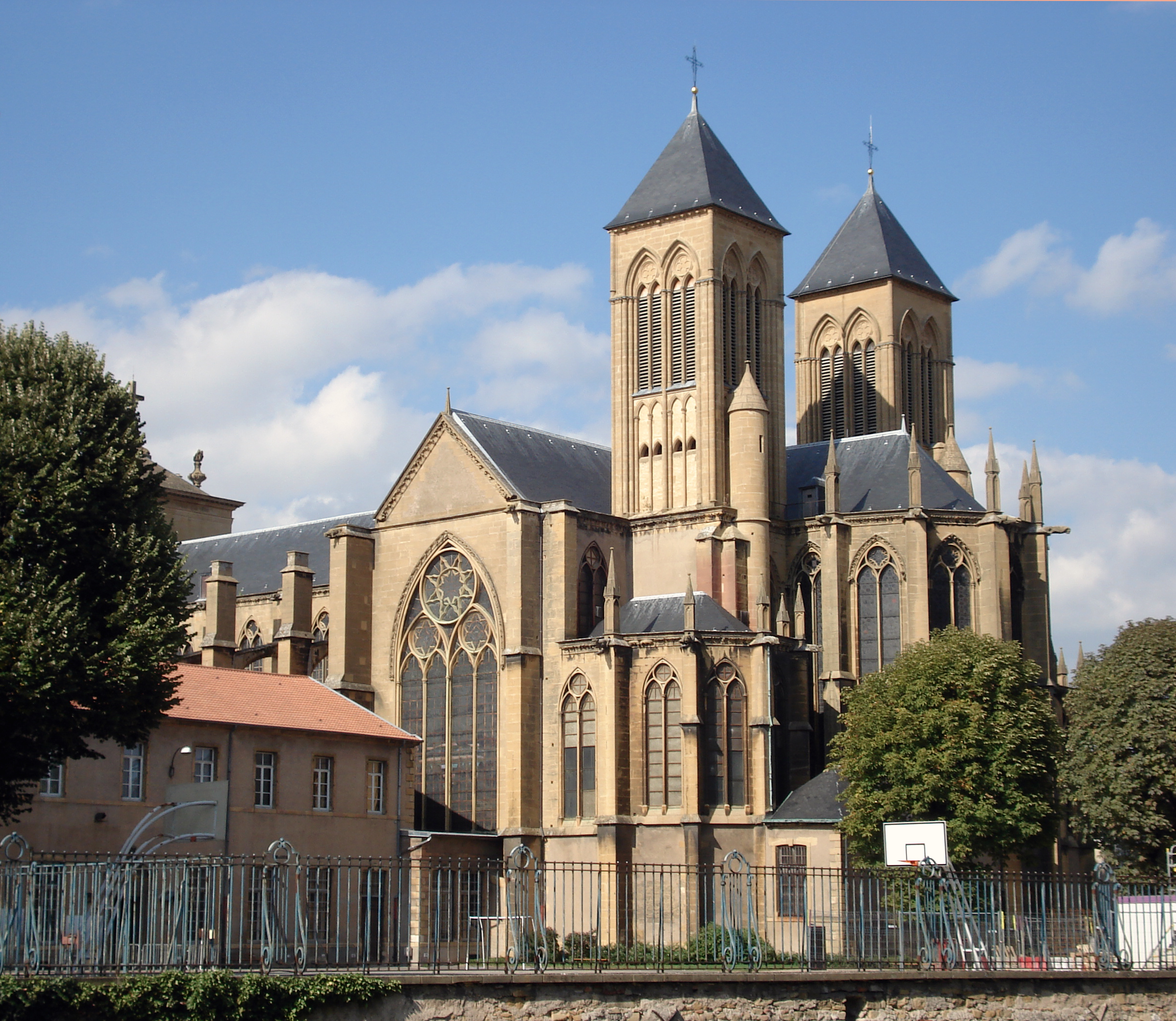
L'ancienne abbatiale Saint-Vincent.

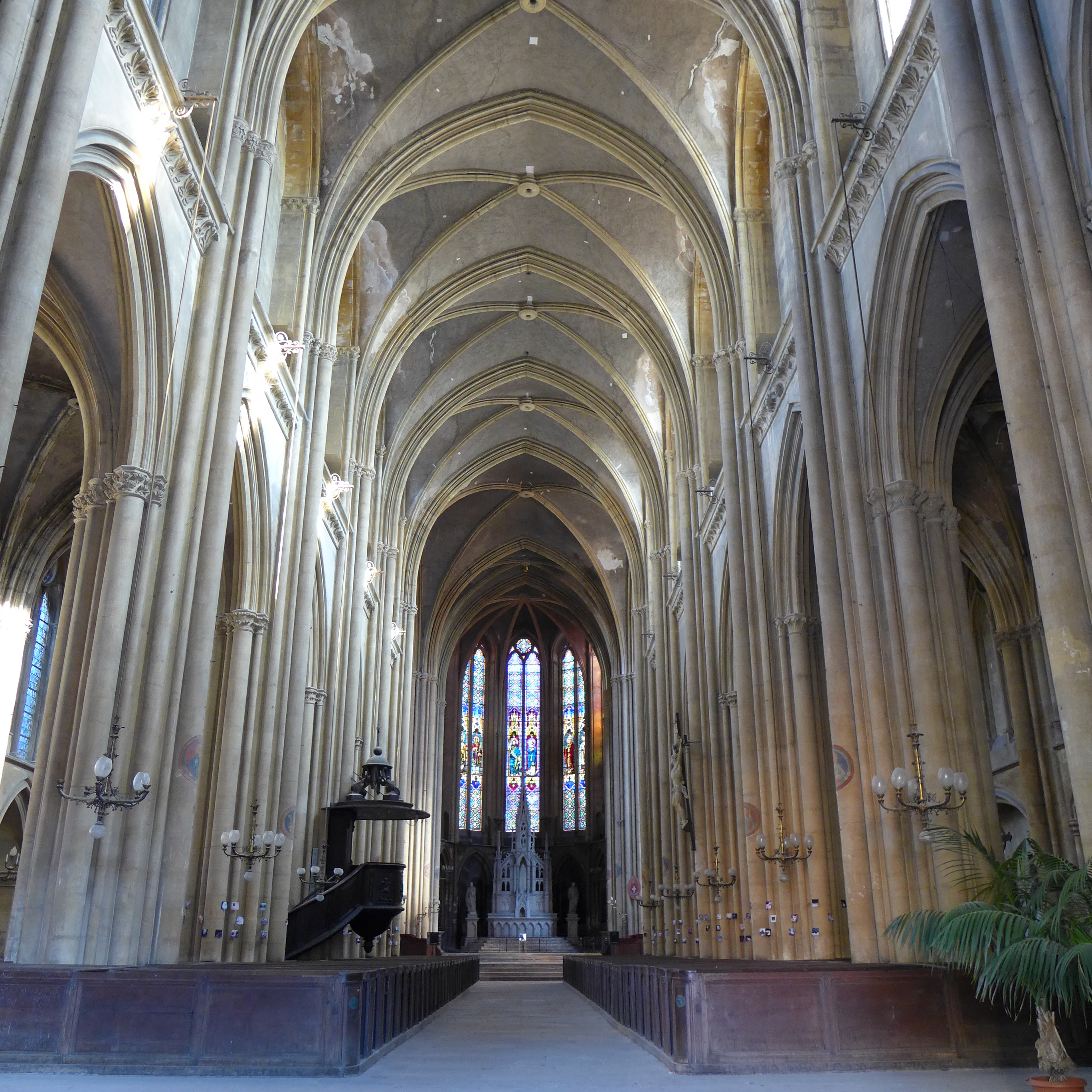
Intérieur.

Au XIIIe siècle, l’abbaye avait déjà 300 ans. Jugeant que les bâtiments sont devenus trop exigus et trop vétustes, indignes de la grandeur et de la puissance de la communauté bénédictine qui les occupe, l’abbé Warin ordonne en 1248 la destruction de l’ancienne église abbatiale et l’érection, au même emplacement, d’un nouveau sanctuaire plus prestigieux. C’est le 7 décembre 1248 que l’abbé Warin posait la première pierre de Saint-Vincent. Selon le nécrologe de l’abbaye, les travaux ont déjà débuté lors du décès de leur initiateur en 1251, grâce aux moyens financiers considérables dont dispose le monastère. Néanmoins, ils ne sont probablement complètement achevés qu’en 1376.
L’aspect de la construction est relativement classique. À l’ouest, en façade, s’élevait un haut clocher, tandis qu’à l’est, deux autres, plus petits, flanquent le chœur, faisant face à la Moselle, qui coule un peu en contrebas. Les parties supérieures de ces trois tours sont détruites par un incendie en 1395. La présence de tours encadrant le chœur est une adaptation directe du plan de la cathédrale de Toul.
En 1376, l’évêque messin Thierry de Boppard procédait en grande pompe, à la consécration de la future basilique. En 1395, un grand incendie détruisit les tours de la basilique, ainsi que les cloches qui s’y trouvaient et toute la toiture. Les murs, eux, résistèrent. L’inscription se trouvant sur la pierre tombale de l’abbé de Gonaix (1452), évoque la construction d’un chemin de croix, et la restauration des tours. Cependant, le siège intenté par la France en 1444, ruineux pour la cité, et l’annexion au royaume de France en 1553, furent cause d’abord de graves difficultés financières, puis de la chute de la République locale.
À partir du XVIIe siècle, le monastère n’eut plus que des abbés commendataires qui ne résidaient pas ; le plus illustre d’entre eux fut le cardinal Mazarin. Cependant, les moines ne négligeaient pas leur église : en 1613, ils remplacèrent le grand autel ; en 1655, l’explosion d’une poudrière détruisit des vitraux que les moines remplacèrent également. En 1682, 1686 et 1724, ils firent de petites transformations à l’intérieur de l’église. En somme, les religieux habillèrent leur église à la mode du temps. 
Mais tous ces menus travaux n’étaient rien. La grande affaire, pour les moines du XVIIIe siècle, fut la question de la grande tour, qui, dès le milieu du siècle précédent, menaçait ruine. En 1656, les cloches, mal soutenues par des bois pourris, s’effondrèrent. On répara un peu la tour où fut placée, en 1692, une grosse horloge. Dans la nuit du 28 au 29 août 1705, éclate un nouvel incendie, qui endommage à nouveau très fortement le haut clocher. Les cloches descendirent, fondues par le feu. On répara encore une fois la tour, mais elle ne tenait plus que par miracle. Un orage la condamna définitivement cinq ans plus tard.
En 1737, on empiéta sur les terres de l’abbaye pour construire une nouvelle rue : la rue des Bénédictins sépare l’abbaye Saint-Vincent et l’abbaye Saint-Clément jusque-là mitoyennes.
En 1752, le vent eut raison de la tour du clocher, elle s’abattit, écrasant sous la masse de ses pierres les deux premières travées de la nef.
On profite de ces travaux pour agrandir et embellir encore l’église. Ainsi, de 1754 à 1756, deux nouvelles travées sont élevées au niveau de l’ancienne façade.

## 1768-1803 : reconstruction et décadence de l’abbaye

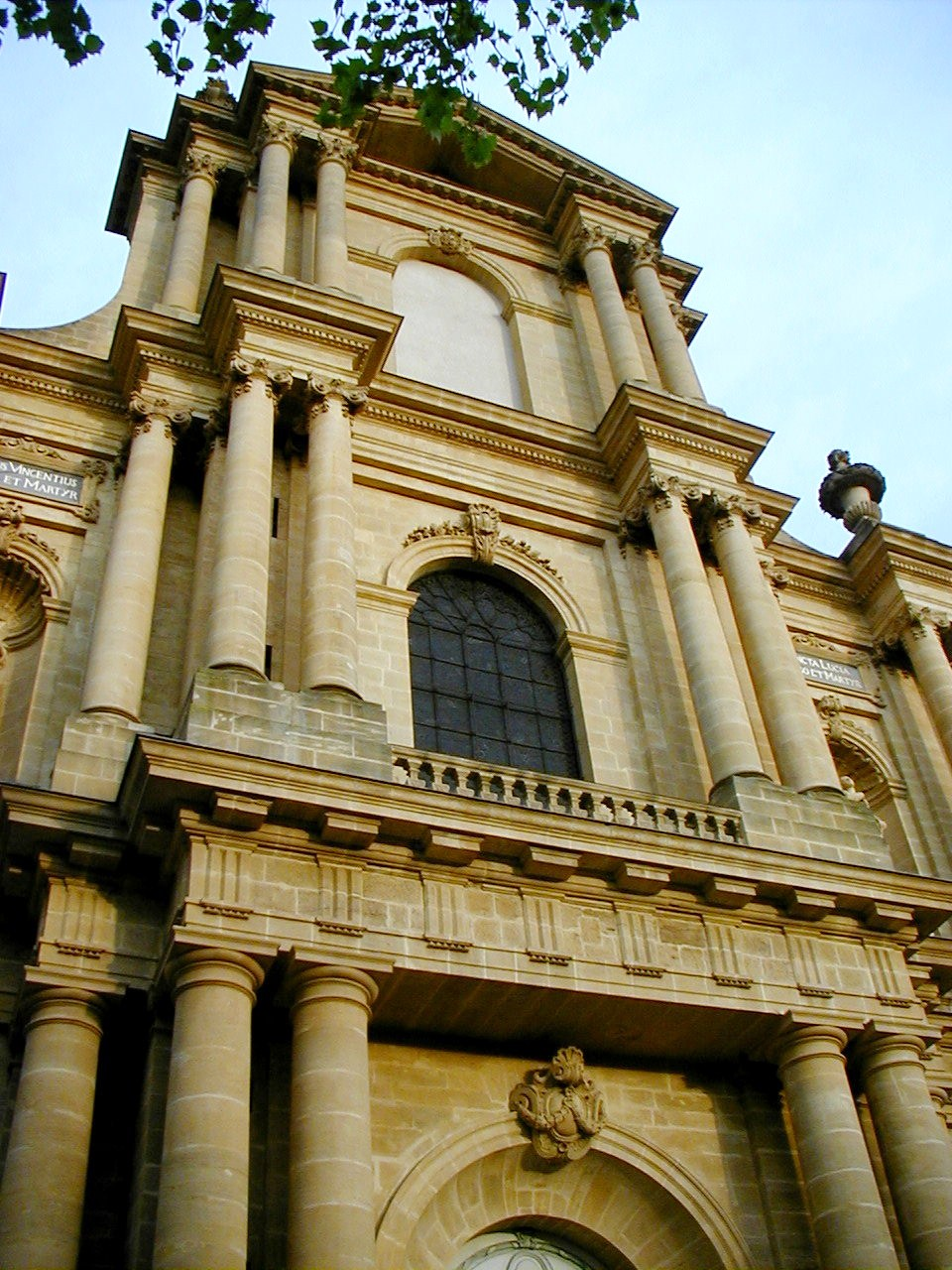
Église Saint-Vincent - Façade : les trois ordres superposés (dorique, ionique, corinthien).

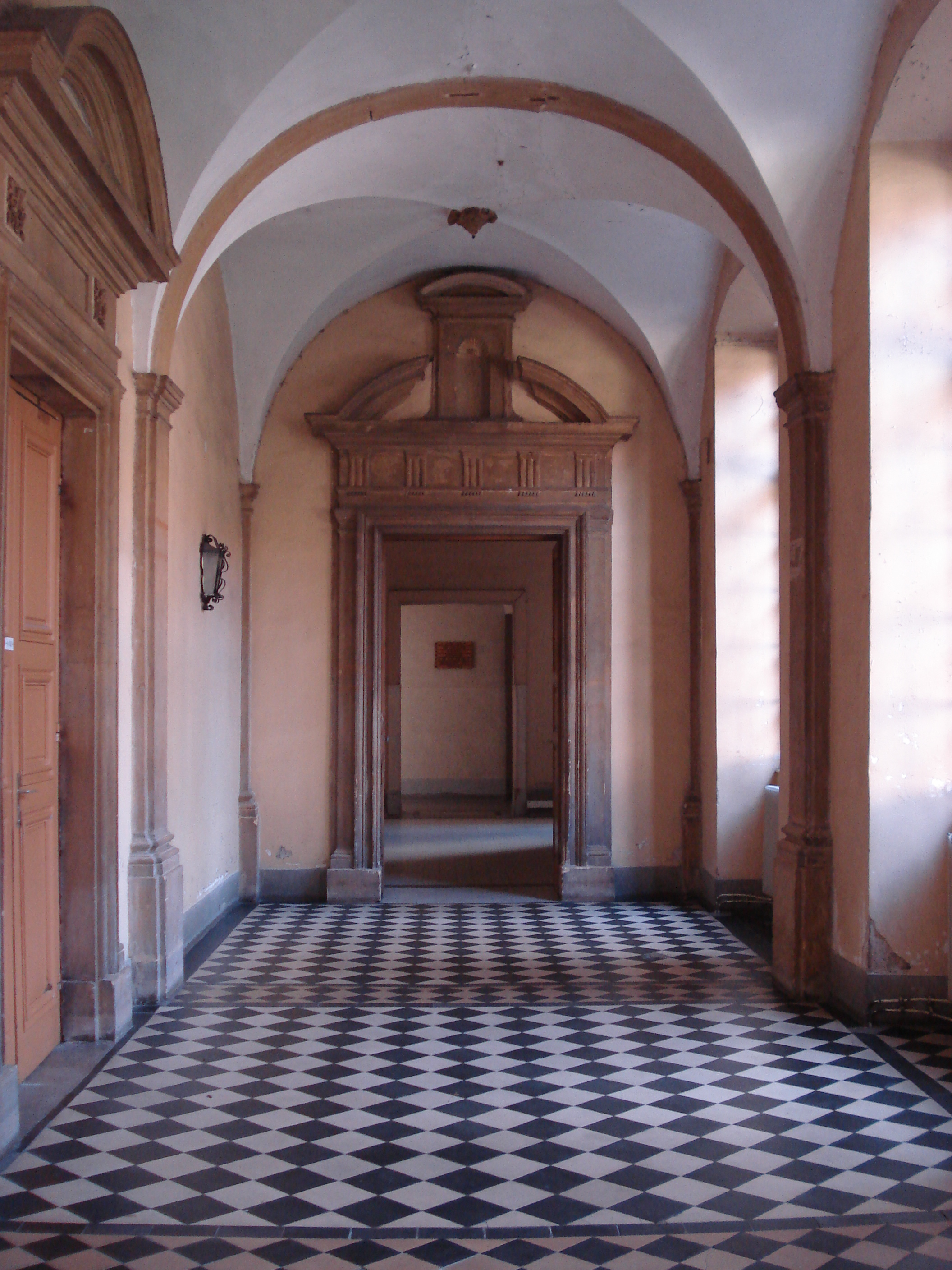
Un couloir de l'ancienne abbaye.

Depuis longtemps déjà, l’abbaye était en ruines, et les moines ne disposant pas d’assez d’argent, attendirent 1737 pour ouvrir un concours pour la reconstruction de la façade, mais les architectes demandaient la somme énorme de 120 000 francs ; cependant, ils durent se résoudre à cette dépense, et en 1768, les travaux commencèrent. On refit les deux premières travées en copiant exactement le XIIIe siècle. Au contraire, l’ancienne tour fut détruite et remplacée par un portail dans le goût du jour. La façade s’inspire de celle de l’église Saint-Gervais de Paris sous la direction des architectes Louis, Barlet et Lhuillier. Sa reconstruction témoigne du rayonnement des abbayes au XVIIIe siècle.
À la même époque, on reconstruit les bâtiments de l’abbaye.
En 1770, la maison abbatiale qui n’a plus d’utilité pratique, est louée à la ville qui y établit un dépôt de mendicité.
Lors d'un bail des Grandes Tappes (au nord de Metz) daté du 13 août 1784, appartenant à l'abbaye Saint Vincent de Metz, on y découvre que l'Illustrissime Seigneur Louis Jérôme de Suffren de Saint -ropez, évêque de Sisteron, est commendataire de cette abbaye (Archives départementales de Moselle - 3E4062).
En 1790, quand l’abbaye est supprimée, seul un religieux refusa de quitter les lieux, et il fut retrouvé mort six jours après son expulsion de force. En 1791, l’église devient paroisse et le redevient à nouveau après le rétablissement du culte en 1802. Pendant la Révolution, la terreur n’était pas seulement politique, elle était également religieuse. Le culte catholique fut très rapidement suspecté par les autorités et les objets du culte furent confisqués dans toutes les églises. 
Saint-Vincent n’échappa pas à la règle commune : ses cloches furent descendues et envoyées à l’hôtel de la Monnaie de Metz pour être fondues. À partir de cette époque, elle fut successivement magasin et atelier pour charrois militaires, puis prison pour les suspects, logement pour les prisonniers de guerre et enfin hôpital pour les chevaux malades. Autant dire qu’après la tourmente révolutionnaire, elle se retrouve dans un état de délabrement presque inimaginable. Dans les carnets d’un prêtre de Metz, il est notifié qu’elle ne possédait : « plus une fenêtre, plus une porte, et pas même une ferrure ». Cependant, les bâtiments étaient encore solides car ils n’avaient pas plus de trente-cinq ans. Au début du XIXe siècle, elle fut à nouveau amputée par le percement de la rue Goussaud. En 1803, ce qui restait de l’abbaye fut attribué au lycée impérial.
Les ateliers Maréchal et Coffetier réalisent à la fin du XIXe un vitrail d’après l’œuvre de Fra Angelico, le couronnement de la Vierge.
La majestueuse façade classique est ornée en 1900 de statues et de bas-reliefs, représentant saint Vincent, sainte Lucie et leurs martyres.

## L’abbaye aujourd’hui

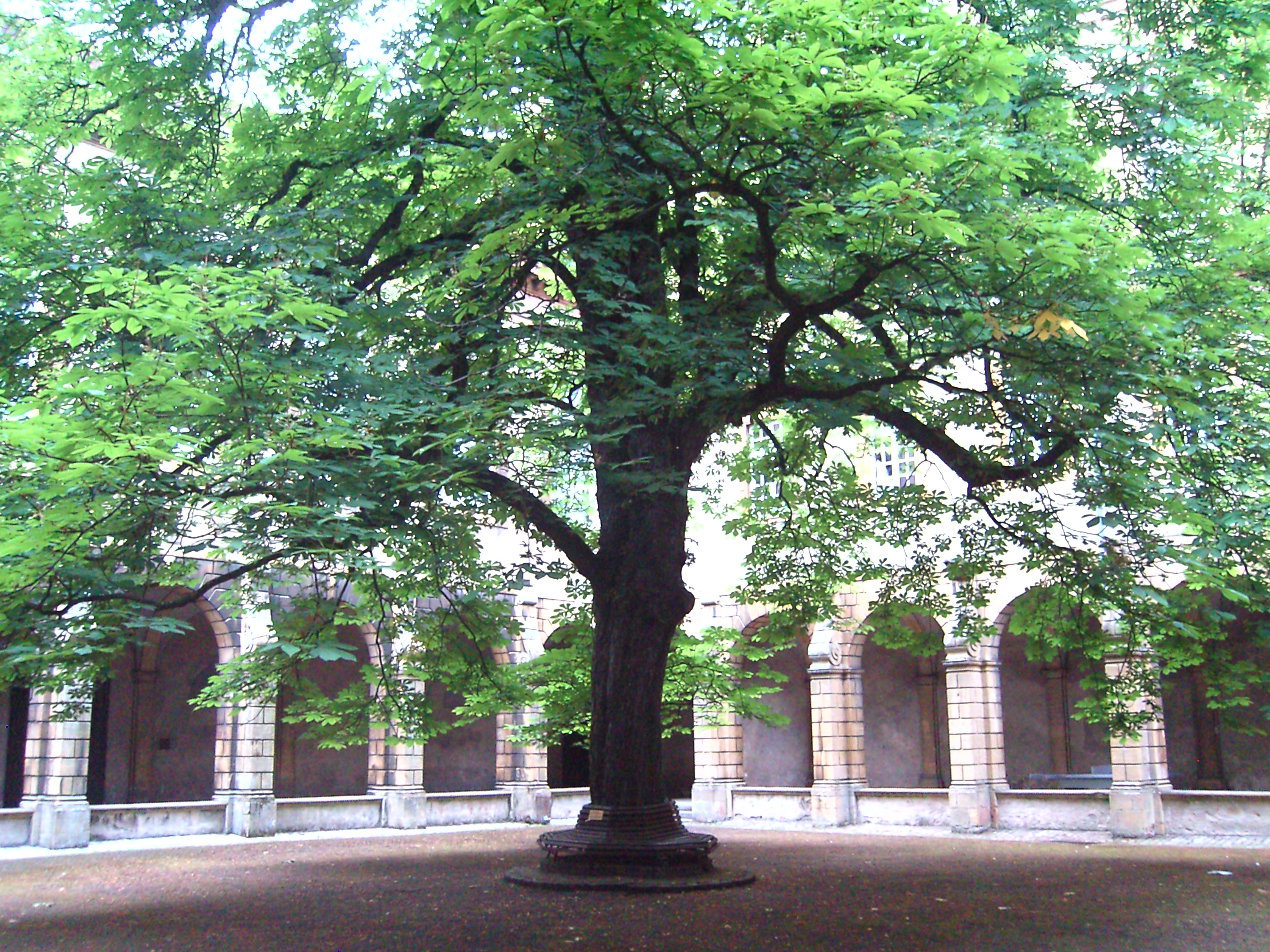
Le "cloître du Marronnier" espace central et emblématique du lycée Fabert.

L'église est élevée au rang de basilique en 1933 par le pape Pie XI.
L’école d’application des Îles occupe la place de la maison abbatiale, alors que la manufacture des tabacs est construite où se situaient jadis les granges de l’abbaye.
Mais la majeure partie de l’abbaye est visible dans les murs du lycée Fabert : des bâtiments de l’abbaye, il reste le cloître, le couloir d’entrée sur lequel donnent les salles capitulaires, les réfectoires qui remplissent toujours leur office avec leurs tables de marbre d’époque et les bureaux de l’intendance. Un escalier magnifique mène au premier étage, où se trouvent les bureaux du proviseur. Le cloître est fait d’arcades en plein cintre, et l’un de ses côtés se prolonge par la grande galerie de l’abbaye qui en est la réplique, et du côté de l’église, des gargouilles, imitant les figures grotesques des gargouilles gothiques, évacuent l’eau qui tombe des toits de l’abbaye. Les portes des salles conventuelles sont richement décorées et certaines d’entre elles possèdent une niche destinées à accueillir des statues de saints. Sur le fronton de celle qui permet le passage entre le cloître et le jardin des moines qui est aujourd’hui la cour du lycée, est inscrit un vers du poète latin Ausone : « Sunt etiam musis sua ludicra », ce qui signifie : « même les muses ont leurs distractions ».
À l’autre bout de la grande galerie, on peut observer une fantaisie architecturale : une voûte à sept pans inégaux sur arêtes d’ogives, absolument nécessaire pour pouvoir placer une cheminée à cet endroit. Un peu plus loin se dressent les réfectoires. Deux d’entre eux sont très vastes, et séparés en deux par des petites colonnes se terminant par des chapiteaux corinthiens, et le dernier, beaucoup plus petit, est une salle à quatre travées soutenues par un pilier carré au centre. La dernière salle conventuelle est aujourd’hui occupée par l’intendance. Ses murs portent des ornements en relief représentant des mets maigres et notamment des poissons. Il s’agissait sans doute d’une salle de réception. L’abbaye semble richement décorée lorsqu’on est à l’intérieur, ce qui fait contraste avec la sobriété des façades lorsqu’on la regarde de la rue : les huisseries sont étroites mais très élégamment entourées par des pierres de taille. Une grande partie du premier étage est occupée par les différents appartements de fonction.
L’abbatiale, propriété de la commune, elle a été fermée pendant les années 1980 à cause de ses difficultés d'entretiens. Elle a ensuite été désaffectée au culte en 2012. Depuis 2014, elle a été prise en charge par la ville, et est ouverte au public du mardi au dimanche de 14 heures à 18 heures durant la saison estivale jusqu'aux Journées Européennes du Patrimoine en septembre. Elle sert aujourd'hui de lieu d'exposition, de concerts ou de spectacle vivant. D’importants travaux ont été réalisés par la Ville de Metz depuis près de 30 ans sur les couvertures, la façade, la nef, le chevet. Elle dispose aujourd'hui de l'électricité.

## Possessions de l’abbaye
Parmi les possessions de l’abbaye durant le Moyen Âge, on peut citer les villages de (ou partie de ceux-ci) : Amanvillers, Borny, Courcelles-sur-Nied, Châtel-Saint-Germain, Glatigny (ban Saint-Vincent), Laquenexy, La Maxe, Maizières-lès-Metz, Norroy-le-Veneur, Vany…